# Кин, Рой
Рой Мо́рис Кин (англ. Roy Maurice Keane, ирл. Roy Muirís Ó Catháin; родился 10 августа 1971 года в Корке) — ирландский футболист, футбольный тренер и спортивный комментатор. В качестве игрока получил наибольшую известность, выступая за английский клуб «Манчестер Юнайтед» и за сборную Ирландии.
Кин считался одним из лучших центральных полузащитников на рубеже XX и XXI века. За свою 17-летнюю футбольную карьеру он выступал за «Ков Рэмблерс» в чемпионате Ирландии, «Ноттингем Форест» и «Манчестер Юнайтед» (оба клуба — в чемпионате Англии). Последним клубом Роя стал шотландский «Селтик».
Кин отличался агрессивной манерой игры, неуступчивостью, умением вести жёсткие единоборства. Игровые и личные качества помогли ему стать капитаном «Манчестер Юнайтед» в 1997 году (после ухода Эрика Кантона). За 12 лет, проведённых за «Юнайтед», Кин стал одной из легенд клуба, добившись с ним беспрецедентных успехов (включая 7 чемпионских титулов Премьер-лиги Англии, 4 Кубка Англии и титул победителя Лиги чемпионов УЕФА).
На протяжении большей части своей футбольной карьеры Кин вызывался в сборную Ирландии, выступая за неё 14 лет (с 1991 по 2005 годы), по большей части в качестве капитана. На чемпионате мира 1994 года он сыграл в каждой игре своей команды, однако из-за конфликта с тренером сборной Миком Маккарти был не допущен к участию в чемпионате мира 2002 года.
В свой первый сезон в качестве главного тренера «Сандерленда» Кин принял клуб, находящийся на 23-м месте и вывел его на первое, выиграв Чемпионшип и обеспечив выход клуба в Премьер-лигу. Успехи «Сандерленда» в 2006—2008 годах связывали именно с приходом Кина. 4 декабря 2008 года руководство «Сандерленда» расторгло контракт с Кином по обоюдному согласию. С апреля 2009 по январь 2011 года был главным тренером клуба «Ипсвич Таун». С 2013 по 2018 год был ассистентом Мартина О’Нила в сборной Ирландии, а с января 2019 года — в клубе «Ноттингем Форест». Также работал приглашённым экспертом на телевидении.

## Детство и начало карьеры
Кин родился в семье рабочих в Мэйфилде, пригороде Корка. Из-за тяжёлой экономической ситуации его отец, Морис, брался за любую работу, какую мог найти. Так, он работал на местной трикотажной фабрике, на заводе по производству пива «Гиннесс». В семье Кинов традиционно любили спорт, особенно футбол, и многие из членов семьи и родственников играли за местные молодёжные команды Корка (включая знаменитый «Рокмаунт»). Юный Рой не сразу выбрал футбол: в возрасте 9 лет он занялся боксом и достиг в этом виде спорта определённых успехов, выиграв четыре поединка из четырёх в любительском чемпионате. В это же время он выступал за молодёжный состав «Рокмаунта» и проявил себя как многообещающий футболист (в свой первый сезон за «Рокмаунт» он стал игроком года).
В детстве Кин болел за «Селтик» и «Тоттенхэм Хотспур», а его любимым футболистом был Лиам Брейди (бывший игрок «Арсенала»). Со временем, однако, кумиром Роя стал Брайан Робсон из «Манчестер Юнайтед» из-за своего игрового стиля, предполагающего действия по всему полю, от штрафной до штрафной (англ. box-to-box), благодаря которому Капитан Марвел и стал знаменитым. Это были те качества, которыми сам Кин обладал с избытком. Тогда ещё юный Рой не знал, что в своё время он станет полноценной заменой Робсона после его ухода из «Манчестер Юнайтед».
Несмотря на очевидный потенциал, будущее Кина в футболе не казалось таким определённым. После просмотра в Дублине его отказались включать в состав школьной команды Ирландии; одной из причин отказа бывший ирландский тренер и скаут Ронан Скэлли назвал то, что 14-летний Кин был «слишком маленьким», чтобы выступать на нужном уровне. Рой не отчаивался и ходил на просмотры в английские клубы, но каждый раз получал отказ. Через пару лет юный Рой устроился на временную работу (связанную с физическим трудом), продолжая искать варианты с профессиональной футбольной карьерой. В 1989 году удача наконец повернулась к Рою лицом: он подписал контракт с ирландским полупрофессиональным клубом «Ков Рэмблерс» после того, как за него вступился тренер молодёжного состава «бродяг» Эдди О’Рурк. Кин быстро прогрессировал и регулярно выходил на поле как за молодёжную, так и за основную команду, в результате чего нередко играл дважды на протяжении выходных.
В условиях жёсткого, силового футбола Первого дивизиона Ирландии Кин доказал свой класс против гораздо более опытных игроков. Он очень серьёзно подходил к тренировкам, что сказывалось на прогрессе в его игре. В финале молодёжного Кубка Ирландии против дублинского клуба «Белведер Бойс» Кина заметил скаут английского клуба «Ноттингем Форест», пригласивший Роя на просмотр в Англию. Кин впечатлил главного тренера «Фореста» Брайана Клафа и весь тренерский штаб, результатом чего стал переход молодого ирландца в «Ноттингем» за 47 000 фунтов летом 1990 года.

## Ноттингем Форест (1990—1993)
Кин был доволен переходом в именитый клуб, но поначалу жизнь в Ноттингеме казалась ему трудной из-за долгих разлук с семьёй. Рой часто просил руководство клуба отпускать его на несколько дней для поездок в Корк. Кин выразил свою благодарность великодушию Брайана Клафа, который помогал ему пережить трудный адаптационный период в команде. Первые игры за «Форест» Кин провёл с молодёжным составом команды во время предсезонной подготовки в Нидерландах. В финальной встрече против «Харлема» ирландец забил победный мяч в послематчевой серии пенальти. Вскоре Кин перешёл из молодёжного состава в команду резервистов. Его дебют в чемпионате на профессиональном уровне пришёлся на матч с «Ливерпулем» в начале сезона 1990/91. Уверенная игра ирландца побудила Клафа всё чаще и чаще использовать Кина в матчах основного состава.
Клаф советовал мне перед игрой: «Получив мяч, отдай его другому футболисту в красной футболке». Это именно то, что я пытался делать в «Форесте» и «Юнайтед» — делать передачи и двигаться — и я сделал карьеру на этом.
Рой Кин

Кин забил свой первый профессиональный гол в игре против «Шеффилд Юнайтед», а к началу 1991 года прочно завоевал себе место в основе, вытеснив оттуда игрока сборной Англии Стива Ходжа. В 1991 году «Форест» дошёл до финала Кубка Англии, проиграв в нём лондонскому клубу «Тоттенхэм Хотспур». В этом турнире Кин забил 3 гола, однако в третьем раунде совершил грубую ошибку против игрока «Кристал Пэласа», которая привела к голу и, в конечном итоге, к ничьей. В раздевалке после игры Клаф со злости сильно ударил Кина в лицо, свалив ирландца на пол. Несмотря на этот инцидент, Кин не затаил обиду на главного тренера, позднее признавшись, что он сочувствовал тяжёлой тренерской работе Клафа и что он крайне благодарен ему за предоставленный шанс проявить себя в английском футболе. Год спустя Кин снова играл на «Уэмбли» в финале Кубка Футбольной лиги, но снова проиграл, на этот раз своему будущему клубу — «Манчестер Юнайтед» — который выиграл со счётом 1:0.
Кином начали интересоваться ведущие клубы Премьер-лиги. Так, в 1992 году главный тренер «Блэкберн Роверс» Кенни Далглиш вёл с Кином переговоры по поводу возможного перехода ирландца к «бродягам» по завершении сезона. «Форест» в это время боролся за выживание в Лиге и существовала реальная опасность вылета команды, поэтому Кин заключил с клубом новый контракт, в котором был пункт о его уходе в случае вылета «красных» из Премьер-лиги. Переговоры о контракте шли медленно и активно освещались в прессе. Брайан Клаф тогда отозвался о Кине как о «жадном ребёнке» из-за высоких денежных запросов ирландского полузащитника. Клаф заявил: «Кин обладает потрясающими перспективами, но я не позволю ему обанкротить клуб». Болельщики «Фореста», однако, простили Кину эпопею с контрактом, выбрав его лучшим игроком сезона. Несмотря на отличную игру Кина, «Ноттингем Форест» вылетел из Премьер-лиги и, согласно контракту, Кин мог покинуть клуб. «Блэкберн» уже согласовал условия трансфера ирландца с «Ноттингемом» (4 млн фунтов), а также условия личного контракта с Кином.
Тогда же активно циркулировали слухи о возможном переходе Роя Кина в лондонский «Арсенал», который искал молодого полузащитника на замену Полу Дэвису.
Однако, за сутки до предполагаемого подписания контракта, главный тренер «Манчестер Юнайтед» Алекс Фергюсон позвонил Кину и спросил у него, не хочет ли он перейти в «Юнайтед» вместо «Блэкберна». Фергюсон убедил ирландца отказаться от соглашения с «бродягами» и в течение двух недель оформил переход Кина в «Юнайтед» за 3,75 млн фунтов, побив британский трансферный рекорд того времени. Позднее в автобиографии Кин написал о деталях своей беседы с Кенни Далглишем, который был вне себя от ярости, узнав, что Кин передумал переходить в «Блэкберн».

## Манчестер Юнайтед

### Начало (1993—1997)
Несмотря на рекордную трансферную стоимость, у Кина не было гарантии, что он получит место в основе. «Юнайтед» с мощной связкой Брайана Робсона и Пола Инса в центре поля только что выиграл свой первый чемпионский титул с 1967 года. 36-летний Робсон, однако, уже завершал карьеру, и пропускал начало сезона 1993/94 из-за травм. Кин воспользовался предоставленным шансом, сделав «дубль» в своей дебютной игре против «Шеффилд Юнайтед» 18 августа 1993 года, а затем забил победный гол в «манчестерском дерби» 3 месяца спустя, когда «Юнайтед», проигрывая со счётом 2:0 на «Мейн Роуд», смог вырвать победу у «Манчестер Сити» со счётом 3:2. Вскоре он стал твёрдым игроком основы в команде Алекса Фергюсона, а в мае 1994 года выиграл свой первый профессиональный футбольный трофей — титул чемпиона Премьер-лиги. Две недели спустя Кин помог «Юнайтед» выиграть у «Челси» в финале Кубка Англии 1994 года со счётом 4:0. Таким образом, в сезоне 1993/94 «Юнайтед» взял свой первый «дубль» (чемпионат и Кубок Англии) в истории.
Сезон 1994/95 был менее успешным: Премьер-лигу выиграл «Блэкберн Роверс», а в финале Кубка Англии «Юнайтед» уступил «Эвертону» со счётом 1:0. Рой Кин получил свою первую красную карточку в качестве футболиста «Юнайтед» в полуфинале Кубка Англии против «Кристал Пэласа» за пинок Гарета Саутгейта, и, в качестве наказания, был дисквалифицирован на 3 матча и оштрафован на 5000 фунтов. Это была первая из 11 красных карточек в манкунианской карьере Роя Кина, и первый знак агрессивного, драчливого характера неистового ирландца.
Лето 1995 года ознаменовалось значительными кадровыми изменениями в «Юнайтед»: Пол Инс ушёл в «Интернационале», Марк Хьюз — в «Челси», Андрей Канчельскис — в «Эвертон». В основной состав команды были включены молодые футболисты: Дэвид Бекхэм, Ники Батт и Пол Скоулз, из-за чего Кин стал самым опытным полузащитником в составе команды. Несмотря на плохой старт сезона 1995/96, «Юнайтед» выиграл Премьер-лигу у главных конкурентов «Ньюкасл Юнайтед» (которые к Рождеству возглавляли турнирную таблицу с отрывом в 12 очков). Кин выиграл второй «дубль» за три сезона, когда «Манчестер Юнайтед» в финале Кубка Англии обыграл «Ливерпуль» со счётом 1:0 и выиграл в рекордный девятый раз в своей истории.
В сезоне 1996/97 Кин провёл матчей меньше обычного из-за серии травм колена и частых дисквалификаций. Он получил жёлтую карточку в первом полуфинальном матче Лиги чемпионов против дортмундской «Боруссии», из-за чего пропустил ответный матч на «Олд Траффорд». «Юнайтед» проиграл обе встречи с минимальным счётом 1:0 и вылетел из Лиги чемпионов. Однако уже через несколько дней Кин с одноклубниками праздновал завоевание очередного чемпионского титула Премьер-лиги.

### Капитанство (1997—2005)
После неожиданного завершения карьеры Эрика Кантона Кин стал капитаном «Манчестер Юнайтед». Однако большую часть сезона 1997/98 ирландец пропустил из-за травмы крестообразных связок колена, полученной после неудачной попытки подката против игрока «Лидс Юнайтед» Альф-Инге Холанна в девятом туре Премьер-лиги. Когда Кин лежал на газоне, Холанн стоял над ним, обвиняя травмированного капитана «Юнайтед» в попытке нанесения ему, Холанну, травмы и в симуляции для избежания наказания. Этот эпизод позднее приведёт к знаменитой ссоре между двумя футболистами. В этом сезоне Кин больше не сыграл из-за травмы. Он наблюдал с трибун, как «Юнайтед» растранжирил 11-очковое преимущество над «Арсеналом» и уступил чемпионство лондонскому клубу. Многие эксперты считали отсутствие Кина решающим фактором в проигрыше клубом титула чемпионов Премьер-лиги. Поначалу Кин был не уверен, сможет ли он снова играть из-за серьёзности полученной травмы, но уже к началу предсезонной подготовки команды ирландец был готов играть.

Все опасения, что травма Кина может снизить его игровую эффективность были развеяны в сезоне 1998/99, когда Рой вернулся, чтобы привести свой клуб к «треблу»: победе в Премьер-лиге, Кубке Англии и Лиге чемпионов. Одним из лучших выступлений ирландца стала игра против «Ювентуса» в ответной полуфинальной игре Лиги чемпионов, когда капитан «Юнайтед» помог своему клубу отыграться после двух пропущенных мячей и вырвать победу со счётом 3:2.
«Это было самое впечатляющее проявление самоотверженности, которое я когда-либо видел на футбольном поле. Бегая по всему полю, сражаясь так неистово, что он скорее бы умер от изнеможения, но не уступил, он вдохновлял всю команду вокруг себя. Я чувствовал гордость за то, что был связан с таким игроком.»
Сэр Алекс Фергюсон после игры с «Ювентусом» в 1999 году
Первый мяч он забил сам головой, после чего повёл команду вперёд. Игра Кина в Турине считается его лучшим матчем за всю футбольную карьеру. Однако ещё ранее в этом матче Кин получил жёлтую карточку за подножку против Зинедина Зидана, из-за которой он пропускал финал. В финале на «Камп Ноу» «Юнайтед» обыграл мюнхенскую «Баварию» со счётом 2:1, выиграв главный футбольный клубный трофей в Европе во второй раз в своей истории. Вспоминая позднее свои ощущения перед финальным матчем, который он пропускал из-за дисквалификации, Кин сказал: «Хотя я старался сохранять храброе выражение лица, это был мой худший эпизод в футбольной карьере.» Позднее в этом же году Кин забил единственный гол в Межконтинентальном кубке, который «Юнайтед» выиграл у бразильского клуба «Палмейрас».

Рой Кин против Денниса Бергкампа

Летом 1999 года медленно и со скрипом продвигались переговоры о новом контракте: Кин отверг первоначальное предложение «Юнайтед» в 2 млн фунтов в год, что спровоцировало слухи о его переезде в Италию. К середине сезона 1999/2000 стороны смогли достичь соглашения, и капитан подписал контракт с клубом до 2004 года. Кин разозлился, когда официальные лица клуба объяснили увеличение цен на сезонные абонементы его улучшенным контрактом и даже потребовал от клуба официальных извинений. Через несколько дней после подписания контракта Кин праздновал свой победный гол против «Валенсии» в Лиге чемпионов, однако уже четвертьфинале «Юнайтед» вылетел из турнира после двух матчей с мадридским «Реалом», отчасти из-за неудачного гола Кина в свои ворота в ответной встрече. По итогам сезона он был признан футболистом года по версии Профессиональной футбольной ассоциации и по версии Ассоциации футбольных журналистов, а «Манчестер Юнайтед» выиграл свой шестой титул чемпионов Премьер-лиги за 8 лет.
В декабре 2000 года неоднозначно были восприняты комментарии Кина, раскритиковавшего некоторые секции болельщиков на «Олд Траффорд» после победы в Лиге чемпионов над киевским «Динамо». Ирландец жаловался на недостаток вокальной поддержки некоторых фанов в периоды, когда «Динамо» доминировал в игре. Он заявил: «На выезде наши болельщики обеспечивают нам фантастическую поддержку, я называю их хардкорными фанатами. Но во время домашних игр они покупают себе выпивку, сэндвичи с креветками и вообще не осознают, что происходит на поле. Я не думаю, что некоторые посетители „Олд Траффорд“ могут даже выговорить слово „футбол“, не говоря уже о понимании того, что это такое». Заявления Кина спровоцировали дебаты в Англии по поводу изменяющейся атмосферы на футбольных полях, а термин «бригада с креветочными сэндвичами» (англ. prawn sandwich brigade) теперь вошёл в английский околофутбольный жаргон.
Рой Кин снова появился в заголовках газет после манчестерского дерби 2001 года, в котором играл Альф-Инге Холанн. За пять минут до финального свистка Кин получил красную карточку за явный удар прямой ногой в колено норвежца, в котором многие усмотрели акт мести за эпизод с травмой Кина несколько лет назад. Этот инцидент стоил ирландцу трёхматчевой дисквалификации и штрафа в 5000 фунтов. Однако в августе 2002 года вышла биография Кина, в которой он заявил, что намеренно наносил травму Холанну. Вот цитата Кина по поводу того инцидента:
Я слишком долго ждал. Я, бл*дь, ударил его со всей силы. Мяч был там (я думаю). Получай, пи*ор. И даже не думай стоять надо мной и усмехаться, что я, якобы, симулирую травму.
Рой Кин

Письменное признание Кина, что его удар был преднамеренным, не оставлял Футбольной ассоциации других вариантов, кроме как предъявить ирландцу новое обвинение. Рой был дисквалифицирован ещё на 5 матчей и оштрафован на 150 000 фунтов. Несмотря на всеобщую критику и порицание, позднее в автобиографии он признался, что не сожалеет о содеянном: «Моя позиция была: да и х*й с ним. Как аукнется, так и откликнется. Он всего лишь получил по заслугам. Он нае*ал меня, а мой подход таков: око за око». Холанн рассматривал возможность подачи судебного иска против Кина, но затем отказался от этой идеи. Норвежец в скором времени завершил карьеру, заявив на своём сайте, что испытывает рецидивные боли в ноге (но не той, в которую ударил Кин).
После очередной красной карточки в матче против «Ньюкасла» в сентябре 2001 года, Кин подумывал о завершении карьеры, но Алекс Фергюсон его переубедил. Сезон 2001/02 «Манчестер Юнайтед» впервые за четыре года завершил без трофеев. «Юнайтед» вылетел из Кубка Англии после поражения от «Мидлсбро» в четвёртом круге, а в чемпионате финишировал на 3-м месте (самая низкая позиция с 1991 года). На европейской арене, однако, клуб достиг определённых успехов, выйдя в полуфиналы Лиги чемпионов, где встретился с леверкузенским «Байером». По сумме двух матчей счёт был 3:3, но «Юнайтед» не вышел в финал из-за меньшего количества забитых на выезде голов. После вылета команды из турнира, Кин обвинил в поражении некоторых своих одноклубников, которые, по его словам, заботились только о деньгах и «забыли об игре, потеряли жажду побед, которая принесла им Ролексы, машины и особняки». Ранее в том же сезоне Кин публично призывал распродать состав, выигравший «требл», так как он полагал, что его одноклубники, выигравшие все трофеи в 1999 году, больше не мотивированы работать с полной отдачей.
В августе 2002 года Кин был оштрафован Фергюсоном на 150 000 фунтов и дисквалифицирован на 3 матча за удар локтем Джейсона Макатира из «Сандерленда». Тогда же ему прибавили ещё 5 матчей дисквалификации за скандальные комментарии по поводу удара Холанна. Во время дисквалификации Кину сделали операцию на бедре, которое беспокоило ирландца около года и зачастую вынуждало его играть на уколах. Поначалу высказывались опасения, что эта травма может поставить крест на карьере капитана «Юнайтед», и предположения о возможном эндопротезировании его тазобедренного сустава, но к декабрю Кин вернулся в команду.
Я пришёл к одному твёрдому выводу, который заключался в том, чтобы оставаться на поле все девяносто минут. Другими словами, обуздать безрассудные, несдержанные черты моего характера, которые приводят к моим удалениям и травмам.
Рой Кин о своём «новом» стиле игры

В течение восстановительного периода после операции Кин размышлял над причинами своих частых травм и дисквалификаций. Он пришёл к выводу, что причиной подобных проблем являются его вспышки ярости и участие в опрометчивых стычках, что пагубно сказывалось на его карьере. В итоге он стал более сдержанным на поле, старался избегать споров и стычек с соперниками. Некоторые обозреватели отметили, что «новый» Рой Кин стал менее влиятельным в центре поля вследствие изменения стиля своей игры, возможно из-за ограничения мобильности после операции на бедре. По возвращении в футбол, однако, Кин продолжал демонстрировать былую цепкость и твёрдость, приведя команду к очередному чемпионству в мае 2003 года.
На протяжении 2000-х годов Кин сохранял соперничество и вражду с капитаном «Арсенала» Патриком Виейра. Самый известный инцидент между двумя капитанами произошёл на «Хайбери» в 2005 году в период ожесточённого соперничества «Юнайтед» и «Арсенала». Виейра столкнулся с Гари Невиллом в туннеле перед матчем, угрожая отомстить тому за фол против Хосе Антонио Рейеса в предыдущем матче, вынудив Кина вступить с ним в словесную перепалку. Инцидент транслировался в прямом эфире по каналу Sky Sports, причём зрители отчётливо слышали, как Кин обратился к главному судье матча Грэму Поллу со словами: «Скажи ему [Патрику Виейра], чтобы он заткнул свой грёбанный рот!» После игры, которую «Юнайтед» выиграл со счётом 4:2, Кин подверг критике решение Виейра выступать за сборную Франции вместо своей родной страны, Сенегала. Виейра позднее ответил, что исключение из состава национальной сборной на чемпионате мира ставит Кина не в лучшее положение, чтобы комментировать такие вопросы. Судья Грэм Полл позднее признавал, что ему следовало удалить обоих капитанов ещё перед матчем, однако из-за огромного давления трибун он этого не сделал.
В качестве капитана Кин привёл «Юнайтед» к 9 крупным трофеям, что делает его самым успешным капитаном за всю историю клуба. Свой 50-й гол за клуб Кин забил 5 февраля 2005 года в игре против «Бирмингем Сити» в Премьер-лиге. Его участие в финале Кубка Англии 2005 года (который «Юнайтед» проиграл «Арсеналу» по пенальти) стало седьмой игрой в финале Кубка — рекорд английского футбола, не побитый по сей день. Кин также делит первое место по числу красных карточек в английском футболе (13 удалений за всю карьеру). Он был включён в Зал славы английского футбола в 2004 году в дань признания несомненного вклада в эту игру. Кроме того, Рой Кин является единственным ирландцем, включённым в список величайших живущих футболистов ФИФА 100, составленный Пеле.

### Уход из Юнайтед (2005)
Кин неожиданно покинул «Манчестер Юнайтед» по обоюдному согласию сторон 18 ноября 2005 года, до этого длительное время отсутствуя в команде из-за травмы, полученной в его последнем официальном матче за «Юнайтед» против «Ливерпуля», в грубом подкате со стороны Луиса Гарсия. Уход Роя стал кульминацией всё возрастающего напряжения в отношениях Кина с тренерским штабом и игроками, которое проявилось ещё во время предсезонной подготовки команды в Португалии, когда ирландец спорил с Фергюсоном по поводу качества предсезонной подготовки. Фергюсона позже ещё больше разозлило интервью Кина клубному каналу MUTV, в котором ирландец признался, что он «готов играть в другой команде», после окончания действия текущего контракта с «Юнайтед» в конце сезона.
Ещё одно появление Кина на MUTV спровоцировало ещё большие споры, когда после унизительного поражения от «Мидлсбро» со счётом 4:1 в начале ноября Кин подверг критике игру Джона О’Ши, Алана Смита и Кирана Ричардсона. Также он раскритиковал Даррена Флетчера, забившего на той же неделе единственный и победный гол в ворота лондонского «Челси», который в то время казался непобедимым. Самый резкий комментарий, однако, получил Рио Фердинанд: «Только из-за того, что тебе платят 120 000 фунтов в неделю и ты хорошо играешь против „Тоттенхэма“ на протяжении 20 минут, ты уже думаешь, что ты суперзвезда». Гневное выступление Кина показалось тренерскому штабу слишком резким и позднее было вырезано из программы, транслируемой по телевидению. Присутствующие на интервью посчитали оценки Кина «несдержанными даже по его [Роя Кина] стандартам».
Счастье — это не бояться.
Рой Кин про отсутствие страха

Две недели спустя, после очередной ссоры с Фергюсоном, Кин достиг соглашения с «Манчестер Юнайтед», позволявшего ему немедленно покинуть клуб и подписать контракт с другой командой. Ему предложили сыграть прощальный матч в дань признания заслуг перед клубом за его более чем 12-летнюю карьеру на «Олд Траффорд», а Фергюсон и исполнительный директор клуба Дэвид Алан Гилл пожелали ему удачи в будущем. 15 декабря 2005 года Кин перешёл в «Селтик» — команду, за которую он болел в детстве — после заключения контракта с зарплатой около 40 000 фунтов в неделю.
Позднее было объявлено, что прощальный матч Кина пройдёт на «Олд Траффорд» 9 мая 2006 года между «Манчестер Юнайтед» и «Селтиком». В первом тайме матча Кин играл за «Селтик», а во втором — в качестве капитана «Юнайтед» (хозяева выиграли со счётом 1:0). За матчем с трибун «Олд Траффорд» наблюдали 69 591 человек, что является рекордной посещаемостью прощального матча в Англии. Все доходы, полученные от матча, были переданы любимому благотворительному фонду Кина, «Ассоциация собак-поводырей для слепых людей».

## Селтик (2005—2006)
Дебют Кина за «Селтик» в январе 2006 года получился неудачным: именитый клуб из Глазго уступил скромному «Клайду» со счётом 2:1 в третьем раунде Кубка Шотландии. По ходу матча Кин в своей обычной резкой манере предъявлял претензии ряду своих новых одноклубников. Месяц спустя Кин забил свой первый и единственный гол за «Селтик» в матче шотландской Премьер-лиги против «Фалкирка», завершившийся победой «кельтов» со счётом 2:1. В следующее воскресенье Кин сыграл в дерби против «Рейнджерс», приведя свой клуб к победе и став «Игроком матча». В этом сезоне «Селтик» выиграл «дубль» (шотландскую Премьер-лигу и Кубок шотландской лиги), что стало двумя последними трофеями Кина в качестве игрока.
12 июня 2006 года Рой Кин объявил о своём решении завершить карьеру футболиста в связи с хронической травмой, спустя всего шесть месяцев после перехода в «Селтик». Его заявление спровоцировало ряд хвалебных речей от бывших коллег и тренеров ирландца, в частности, от Алекса Фергюсона: «И через годы, когда будут выбирать лучших игроков всех времён, он [Кин] будет в этих списках». Многие болельщики считают Кина выдающимся футболистом, достойным подражания, но некоторые полагают, что крайне агрессивная манера игры и частые стычки с соперниками поубавили от его статуса великого футболиста.

## Карьера за сборную (1991—2005)
Капитан «Манчестер Юнайтед» в мае 2002 года лишь за несколько дней до начала чемпионата мира в Корее и Японии сенсационно заявил о своем решении завершить международную карьеру, затеяв ссору с тренером сборной Миком Маккарти и публично раскритиковав подготовку сборной к чемпионату мира. Впрочем, в его послужном списке нашлось место участию в чемпионате мира 1994 года в США. Сегодня Кин остается восемнадцатым по количеству сыгранных матчей за сборную Ирландии, а капитанскую повязку он впервые надел в 1996 году в поединке с командой России.

### Матчи и голы Кина за сборную Ирландии
| Матчи и голы Роя Кина за сборную Ирландии | Матчи и голы Роя Кина за сборную Ирландии | Матчи и голы Роя Кина за сборную Ирландии | Матчи и голы Роя Кина за сборную Ирландии | Матчи и голы Роя Кина за сборную Ирландии | Матчи и голы Роя Кина за сборную Ирландии |
| ----------------------------------------- | ----------------------------------------- | ----------------------------------------- | ----------------------------------------- | ----------------------------------------- | ----------------------------------------- |
| №                                         | Дата                                      | Оппонент                                  | Счёт                                      | Голы Кина                                 | Соревнование                              |
| 1                                         | 22 мая 1991                               | Чили                                      | 1:1                                       | -                                         | Товарищеский матч                         |
| 2                                         | 11 сентября 1991                          | Венгрия                                   | 2:1                                       | -                                         | Товарищеский матч                         |
| 3                                         | 16 октября 1991                           | Польша                                    | 3:3                                       | -                                         | Отборочные матчи ЧЕ-1992                  |
| 4                                         | 19 февраля 1992                           | Уэльс                                     | 0:1                                       | -                                         | Товарищеский матч                         |
| 5                                         | 25 марта 1992                             | Швейцария                                 | 2:1                                       | -                                         | Товарищеский матч                         |
| 6                                         | 26 мая 1992                               | Албания                                   | 2:0                                       | -                                         | Отборочные матчи ЧМ-1994                  |
| 7                                         | 30 мая 1992                               | США                                       | 1:3                                       | -                                         | Кубок США                                 |
| 8                                         | 9 сентября 1992                           | Латвия                                    | 4:0                                       | -                                         | Отборочные матчи ЧМ-1994                  |
| 9                                         | 14 октября 1992                           | Дания                                     | 0:0                                       | -                                         | Отборочные матчи ЧМ-1994                  |
| 10                                        | 18 ноября 1992                            | Испания                                   | 0:0                                       | -                                         | Отборочные матчи ЧМ-1994                  |
| 11                                        | 17 февраля 1993                           | Уэльс                                     | 2:1                                       | -                                         | Товарищеский матч                         |
| 12                                        | 31 марта 1993                             | Северная Ирландия                         | 3:0                                       | -                                         | Отборочные матчи ЧМ-1994                  |
| 13                                        | 28 апреля 1993                            | Дания                                     | 1:1                                       | -                                         | Отборочные матчи ЧМ-1994                  |
| 14                                        | 26 мая 1993                               | Албания                                   | 2:1                                       | -                                         | Отборочные матчи ЧМ-1994                  |
| 15                                        | 9 июня 1993                               | Латвия                                    | 2:0                                       | -                                         | Отборочные матчи ЧМ-1994                  |
| 16                                        | 16 июня 1993                              | Литва                                     | 1:0                                       | -                                         | Отборочные матчи ЧМ-1994                  |
| 17                                        | 8 сентября 1993                           | Литва                                     | 2:0                                       | -                                         | Отборочные матчи ЧМ-1994                  |
| 18                                        | 13 октября 1993                           | Испания                                   | 1:3                                       | -                                         | Отборочные матчи ЧМ-1994                  |
| 19                                        | 17 ноября 1993                            | Северная Ирландия                         | 1:1                                       | -                                         | Отборочные матчи ЧМ-1994                  |
| 20                                        | 24 мая 1994                               | Боливия                                   | 1:0                                       | -                                         | Товарищеский матч                         |
| 21                                        | 29 мая 1994                               | Германия                                  | 2:0                                       | -                                         | Товарищеский матч                         |
| 22                                        | 5 июня 1994                               | Чехия                                     | 1:3                                       | -                                         | Товарищеский матч                         |
| 23                                        | 18 июня 1994                              | Италия                                    | 1:0                                       | -                                         | Финальные матчи ЧМ-1994                   |
| 24                                        | 24 июня 1994                              | Мексика                                   | 1:2                                       | -                                         | Финальные матчи ЧМ-1994                   |
| 25                                        | 28 июня 1994                              | Норвегия                                  | 0:0                                       | -                                         | Финальные матчи ЧМ-1994                   |
| 26                                        | 4 июля 1994                               | Нидерланды                                | 0:2                                       | -                                         | Финальные матчи ЧМ-1994                   |
| 27                                        | 16 ноября 1994                            | Северная Ирландия                         | 4:0                                       | 1                                         | Отборочные матчи ЧЕ-1996                  |
| 28                                        | 29 марта 1995                             | Северная Ирландия                         | 1:1                                       | -                                         | Отборочные матчи ЧЕ-1996                  |
| 29                                        | 6 сентября 1995                           | Австрия                                   | 1:3                                       | -                                         | Отборочные матчи ЧЕ-1996                  |
| 30                                        | 27 марта 1996                             | Россия                                    | 0:2                                       | -                                         | Товарищеский матч                         |
| 31                                        | 10 ноября 1996                            | Исландия                                  | 0:0                                       | -                                         | Отборочные матчи ЧМ-1998                  |
| 32                                        | 11 февраля 1997                           | Уэльс                                     | 0:0                                       | -                                         | Товарищеский матч                         |
| 33                                        | 2 апреля 1997                             | Македония                                 | 2:3                                       | -                                         | Отборочные матчи ЧМ-1998                  |
| 34                                        | 30 апреля 1997                            | Румыния                                   | 0:1                                       | -                                         | Отборочные матчи ЧМ-1998                  |
| 35                                        | 21 мая 1997                               | Лихтенштейн                               | 5:0                                       | -                                         | Отборочные матчи ЧМ-1998                  |
| 36                                        | 20 августа 1997                           | Литва                                     | 0:0                                       | -                                         | Отборочные матчи ЧМ-1998                  |
| 37                                        | 6 сентября 1997                           | Исландия                                  | 4:2                                       | 2                                         | Отборочные матчи ЧМ-1998                  |
| 38                                        | 10 сентября 1997                          | Литва                                     | 2:1                                       | -                                         | Отборочные матчи ЧМ-1998                  |
| 39                                        | 5 сентября 1998                           | Хорватия                                  | 2:0                                       | 1                                         | Отборочные матчи ЧЕ-2000                  |
| 40                                        | 14 октября 1998                           | Мальта                                    | 5:0                                       | 1                                         | Отборочные матчи ЧЕ-2000                  |
| 41                                        | 18 ноября 1998                            | Югославия                                 | 0:1                                       | -                                         | Отборочные матчи ЧЕ-2000                  |
| 42                                        | 10 февраля 1999                           | Парагвай                                  | 2:0                                       | -                                         | Товарищеский матч                         |
| 43                                        | 1 сентября 1999                           | Югославия                                 | 2:1                                       | -                                         | Отборочные матчи ЧЕ-2000                  |
| 44                                        | 13 ноября 1999                            | Турция                                    | 1:1                                       | -                                         | Отборочные матчи ЧЕ-2000                  |
| 45                                        | 17 ноября 1999                            | Турция                                    | 0:0                                       | -                                         | Отборочные матчи ЧЕ-2000                  |
| 46                                        | 23 февраля 2000                           | Чехия                                     | 3:2                                       | -                                         | Товарищеский матч                         |
| 47                                        | 2 сентября 2000                           | Нидерланды                                | 2:2                                       | -                                         | Отборочные матчи ЧМ-2002                  |
| 48                                        | 7 октября 2000                            | Португалия                                | 1:1                                       | -                                         | Отборочные матчи ЧМ-2002                  |
| 49                                        | 11 октября 2000                           | Эстония                                   | 2:0                                       | -                                         | Отборочные матчи ЧМ-2002                  |
| 50                                        | 24 марта 2001                             | Кипр                                      | 4:0                                       | 2                                         | Отборочные матчи ЧМ-2002                  |
| 51                                        | 28 марта 2001                             | Андорра                                   | 3:0                                       | -                                         | Отборочные матчи ЧМ-2002                  |
| 52                                        | 2 июня 2001                               | Португалия                                | 1:1                                       | 1                                         | Отборочные матчи ЧМ-2002                  |
| 53                                        | 15 августа 2001                           | Хорватия                                  | 2:2                                       | -                                         | Товарищеский матч                         |
| 54                                        | 1 сентября 2001                           | Нидерланды                                | 1:0                                       | -                                         | Отборочные матчи ЧМ-2002                  |
| 55                                        | 6 октября 2001                            | Кипр                                      | 4:0                                       | 1                                         | Отборочные матчи ЧМ-2002                  |
| 56                                        | 10 ноября 2001                            | Иран                                      | 2:0                                       | -                                         | Отборочные матчи ЧМ-2002                  |
| 57                                        | 13 февраля 2002                           | Россия                                    | 2:0                                       | -                                         | Товарищеский матч                         |
| 58                                        | 16 мая 2002                               | Нигерия                                   | 1:2                                       | -                                         | Товарищеский матч                         |
| 59                                        | 27 мая 2004                               | Румыния                                   | 1:0                                       | -                                         | Товарищеский матч                         |
| 60                                        | 18 августа 2004                           | Болгария                                  | 1:1                                       | -                                         | Товарищеский матч                         |
| 61                                        | 8 сентября 2004                           | Швейцария                                 | 1:1                                       | -                                         | Отборочные матчи ЧМ-2006                  |
| 62                                        | 9 октября 2004                            | Франция                                   | 0:0                                       | -                                         | Отборочные матчи ЧМ-2006                  |
| 63                                        | 13 октября 2004                           | Фарерские острова                         | 2:0                                       | -                                         | Отборочные матчи ЧМ-2006                  |
| 64                                        | 26 марта 2005                             | Израиль                                   | 1:1                                       | -                                         | Отборочные матчи ЧМ-2006                  |
| 65                                        | 29 марта 2005                             | Китай                                     | 1:0                                       | -                                         | Товарищеский матч                         |
| 66                                        | 8 июня 2005                               | Фарерские острова                         | 2:0                                       | -                                         | Отборочные матчи ЧМ-2006                  |
| 67                                        | 7 сентября 2005                           | Франция                                   | 0:1                                       | -                                         | Отборочные матчи ЧМ-2006                  |

Итого: 67 матчей / 9 голов; 33 победы, 21 ничья, 13 поражений

## Личная жизнь
Кин женат на Терезе Дойл, у них 5 детей: Шеннон, Караг, Эйдан, Лиа и Аланна. Пара познакомилась в 1992 году: тогда Тереза была помощником дантиста, а Рой играл за «Ноттингем Форест». Они поженились в Корке в 1997 году.
После перехода Кина в «Манчестер Юнайтед» он с семьёй переехал из современного коттеджа в Боудоне в особняк, импровизированный под эпоху Тюдоров в Хейле (Большой Манчестер). Однако с приватностью личной жизни дела обстояли хуже, чем надеялся Рой (это проявилось, в частности, после исключения Кина из состава сборной перед чемпионатом мира 2002 года). Репортёры часто видели Роя, выгуливающего Триггса (своего пса-лабрадора); кроме того, ирландец был завсегдатаем паба «Раненый Волк» (англ. Bleeding Wolf). Именно там журналисты встретили Кина в ночь свадьбы Дэвида Бекхэма. Когда его спросили, почему он не пошёл на свадьбу одноклубника, Рой ответил: «Это был выбор между свадьбой и Волком. И Волк взял верх».
В поисках большей уединённости, Кин принял решение о сносе дома 1930-х годов постройки, на месте которого был возведён новый особняк за 2,5 млн фунтов. Во время работы в «Сандерленде» Кин с семьёй проживал в Дареме, неподалёку от Сандерленда. 6 июня 2009 года он с семьёй переехал в новый дом в Ипсуиче, расположенного неподалёку от тренировочной базы клуба «Ипсвич Таун».

## Командные достижения

### В качестве игрока
Ноттингем Форест
- Финалист Кубка Англии: 1991
- Финалист Кубка Футбольной лиги: 1992
- Обладатель Кубка полноправных членов: 1992
- Итого: 1 трофей

Манчестер Юнайтед
- Чемпион английской Премьер-лиги (7): 1993/94, 1995/96, 1996/97, 1998/99, 1999/2000, 2000/01, 2002/03
- Обладатель Кубка Англии (4): 1994, 1996, 1999, 2004
- Обладатель Суперкубка Англии (4): 1993, 1996, 1997, 2003
- Победитель Лиги чемпионов УЕФА: 1999
- Обладатель Межконтинентального кубка: 1999
- Итого: 17 трофеев

Селтик
- Чемпион шотландской Премьер-лиги: 2005/06
- Обладатель Кубка шотландской лиги: 2006
- Итого: 2 трофея

### В качестве тренера
Сандерленд
- Победитель Чемпионата Футбольной лиги: 2006/07

## Личные достижения

### В качестве игрока
- Включён в команду года по версии ПФА (5): 1992/1993, 1996/1997, 1999/2000, 2000/2001, 2001/2002
- Обладатель приза сэра Мэтта Басби (2): 1999, 2000
- Игрок месяца английской Премьер-лиги (2): октябрь 1998, декабрь 1999
- Игрок года по версии футболистов ПФА: 2000
- Футболист года по версии АФЖ: 2000
- Входит в команду года по версии European Sports Media: 1999/2000
- Введён в Зал славы английского футбола: 2004
- Входит в список лучших игроков английской Премьер-лиги за последние 20 лет[41]
- Входит в список ФИФА 100
- Включён в Зал славы английской Премьер-лиги: 2021[42]

### В качестве тренера
- Тренер месяца Чемпионата Футбольной лиги Англии (2): февраль 2007, март 2007

## Статистика выступлений

### Клубная карьера
| Клуб              | Сезон            | Лига | Лига | Кубки | Кубки | Еврокубки | Еврокубки | Прочие | Прочие | Итого | Итого |
| Клуб              | Сезон            | Игры | Голы | Игры  | Голы  | Игры      | Голы      | Игры   | Голы   | Игры  | Голы  |
| ----------------- | ---------------- | ---- | ---- | ----- | ----- | --------- | --------- | ------ | ------ | ----- | ----- |
| Ков Рэмблерс      | 1989/90          | 23   | 1    | 6     | 1     | 0         | 0         | 0      | 0      | 29    | 2     |
| Ков Рэмблерс      | Итого            | 23   | 1    | 6     | 1     | 0         | 0         | 0      | 0      | 29    | 2     |
| Ноттингем Форест  | 1990/91          | 35   | 8    | 14    | 3     | 0         | 0         | 0      | 0      | 49    | 11    |
| Ноттингем Форест  | 1991/92          | 39   | 8    | 12    | 4     | 0         | 0         | 5      | 2      | 56    | 14    |
| Ноттингем Форест  | 1992/93          | 40   | 6    | 9     | 2     | 0         | 0         | 0      | 0      | 49    | 8     |
| Ноттингем Форест  | Итого            | 114  | 22   | 35    | 9     | 0         | 0         | 5      | 2      | 154   | 33    |
| Манчестер Юнайтед | 1993/94          | 37   | 5    | 13    | 1     | 3         | 2         | 1      | 0      | 54    | 8     |
| Манчестер Юнайтед | 1994/95          | 25   | 2    | 8     | 0     | 4         | 1         | 0      | 0      | 37    | 3     |
| Манчестер Юнайтед | 1995/96          | 29   | 6    | 8     | 0     | 2         | 0         | 0      | 0      | 39    | 6     |
| Манчестер Юнайтед | 1996/97          | 21   | 2    | 5     | 0     | 6         | 0         | 1      | 1      | 33    | 3     |
| Манчестер Юнайтед | 1997/98          | 9    | 2    | 0     | 0     | 1         | 0         | 1      | 0      | 11    | 2     |
| Манчестер Юнайтед | 1998/99          | 35   | 2    | 7     | 0     | 12        | 3         | 1      | 0      | 55    | 5     |
| Манчестер Юнайтед | 1999/00          | 29   | 5    | 0     | 0     | 12        | 6         | 4      | 1      | 45    | 12    |
| Манчестер Юнайтед | 2000/01          | 28   | 2    | 2     | 0     | 13        | 1         | 1      | 0      | 44    | 3     |
| Манчестер Юнайтед | 2001/02          | 28   | 3    | 2     | 0     | 12        | 1         | 1      | 0      | 43    | 4     |
| Манчестер Юнайтед | 2002/03          | 21   | 0    | 5     | 0     | 6         | 0         | 0      | 0      | 32    | 0     |
| Манчестер Юнайтед | 2003/04          | 28   | 3    | 5     | 0     | 4         | 0         | 1      | 0      | 38    | 3     |
| Манчестер Юнайтед | 2004/05          | 31   | 1    | 5     | 1     | 6         | 0         | 1      | 0      | 43    | 2     |
| Манчестер Юнайтед | 2005/06          | 5    | 0    | 0     | 0     | 1         | 0         | 0      | 0      | 6     | 0     |
| Манчестер Юнайтед | Итого            | 326  | 33   | 60    | 2     | 82        | 14        | 12     | 2      | 480   | 51    |
| Селтик            | 2005/06          | 10   | 1    | 3     | 0     | 0         | 0         | 0      | 0      | 13    | 1     |
| Селтик            | Итого            | 10   | 1    | 3     | 0     | 0         | 0         | 0      | 0      | 13    | 1     |
| Всего за карьеру  | Всего за карьеру | 473  | 57   | 104   | 12    | 82        | 14        | 17     | 4      | 676   | 87    |

### Выступления за сборную
| Сборная          | Год              | Отборочные матчи ЧМ | Отборочные матчи ЧМ | Финальные матчи ЧМ | Финальные матчи ЧМ | Отборочные матчи ЧЕ | Отборочные матчи ЧЕ | Кубок США | Кубок США | Товарищеские матчи | Товарищеские матчи | Итого | Итого |
| Сборная          | Год              | Игры                | Голы                | Игры               | Голы               | Игры                | Голы                | Игры      | Голы      | Игры               | Голы               | Игры  | Голы  |
| ---------------- | ---------------- | ------------------- | ------------------- | ------------------ | ------------------ | ------------------- | ------------------- | --------- | --------- | ------------------ | ------------------ | ----- | ----- |
| Ирландия         | 1991             | -                   | -                   | -                  | -                  | 1                   | 0                   | -         | -         | 2                  | 0                  | 3     | 0     |
| Ирландия         | 1992             | 4                   | 0                   | -                  | -                  | -                   | -                   | 1         | 0         | 2                  | 0                  | 7     | 0     |
| Ирландия         | 1993             | 8                   | 0                   | -                  | -                  | -                   | -                   | -         | -         | 1                  | 0                  | 9     | 0     |
| Ирландия         | 1994             | -                   | -                   | 4                  | 0                  | 1                   | 1                   | -         | -         | 3                  | 0                  | 8     | 1     |
| Ирландия         | 1995             | -                   | -                   | -                  | -                  | 2                   | 0                   | -         | -         | 0                  | 0                  | 2     | 0     |
| Ирландия         | 1996             | 1                   | 0                   | -                  | -                  | -                   | -                   | 0         | 0         | 1                  | 0                  | 2     | 0     |
| Ирландия         | 1997             | 6                   | 2                   | -                  | -                  | -                   | -                   | -         | -         | 1                  | 0                  | 7     | 2     |
| Ирландия         | 1998             | -                   | -                   | -                  | -                  | 3                   | 2                   | -         | -         | 0                  | 0                  | 3     | 2     |
| Ирландия         | 1999             | -                   | -                   | -                  | -                  | 3                   | 0                   | -         | -         | 1                  | 0                  | 4     | 0     |
| Ирландия         | 2000             | 3                   | 0                   | -                  | -                  | -                   | -                   | 0         | 0         | 1                  | 0                  | 4     | 0     |
| Ирландия         | 2001             | 6                   | 4                   | -                  | -                  | -                   | -                   | -         | -         | 1                  | 0                  | 7     | 4     |
| Ирландия         | 2002             | -                   | -                   | 0                  | 0                  | 0                   | 0                   | -         | -         | 2                  | 0                  | 2     | 0     |
| Ирландия         | 2003             | -                   | -                   | -                  | -                  | 0                   | 0                   | -         | -         | 0                  | 0                  | 0     | 0     |
| Ирландия         | 2004             | 3                   | 0                   | -                  | -                  | -                   | -                   | -         | -         | 2                  | 0                  | 5     | 0     |
| Ирландия         | 2005             | 3                   | 0                   | -                  | -                  | -                   | -                   | -         | -         | 1                  | 0                  | 4     | 0     |
| Всего за карьеру | Всего за карьеру | 34                  | 6                   | 4                  | 0                  | 10                  | 3                   | 1         | 0         | 18                 | 0                  | 67    | 9     |

## Тренерская статистика
| Команда     | Страна | Начало работы   | Завершение работы | Показатели | Показатели | Показатели | Показатели | Показатели |
| Команда     | Страна | Начало работы   | Завершение работы | И          | В          | Н          | П          | % побед    |
| ----------- | ------ | --------------- | ----------------- | ---------- | ---------- | ---------- | ---------- | ---------- |
| Сандерленд  | Англия | 28 августа 2006 | 4 декабря 2008    | 100        | 42         | 17         | 41         | 042,0      |
| Ипсвич Таун | Англия | 23 апреля 2009  | 7 января 2011     | 81         | 28         | 25         | 28         | 034,6      |

## В культуре
- Рой Кин стал прототипом одного из персонажей сериала «Тед Лассо» — вспыльчивого футболиста по имени Рой Кент[46].